# Clematis forsteri
Clematis forsteri är en ranunkelväxtart som beskrevs av Johann Friedrich Gmelin. Clematis forsteri ingår i släktet klematisar, och familjen ranunkelväxter. Inga underarter finns listade i Catalogue of Life.

## Utbredning
Arten är endemisk för Nya Zeeland.